# Grandes halles de Rákóczi tér
Les Grandes halles de Rákóczi tér (en hongrois : Rákóczi téri nagycsarnok) sont un marché couvert situé dans le quartier de Csarnok du 8e arrondissement de Budapest.